# August Hagen (Bildhauer)
Christian August Hagen (* 1875 in Nochen, Kreis Gummersbach; † 1944 in Siegen) war ein deutscher Bildhauer und Maler der Düsseldorfer Schule.

## Leben
Hagen, Sohn eines Straßenbauunternehmers, wuchs in Siegen auf. 1894 belegte er einen Fachkurs für dekorative Malerei bei Ignaz Wagner (1854–1917) an der Kunstgewerbeschule Düsseldorf. Nach einem kurzen Studium in München leistete er einen einjährigen Militärdienst in Metz ab. Anschließend studierte er von 1898 bis 1902 Malerei und Bildhauerei an der Kunstakademie Düsseldorf. Dort waren Fritz Roeber und Willy Spatz seine Lehrer für Malerei. In der Bildhauerklasse ließ er sich von Karl Janssen unterweisen. Als freischaffender Künstler lebte er zunächst in Düsseldorf, wo er sich sowohl als Maler als auch als Bildhauer betätigte und dem Künstlerverein Malkasten angehörte. 1913 kehrte Hagen nach Siegen zurück. Dort erwarb er zusammen mit seiner Frau Franziska ein Haus, in dem er auch ein Atelier betrieb. Das Paar hatte zwei Kinder. Als am Ende des Ersten Weltkriegs wirtschaftliche Probleme auftraten, Aufträge ausblieben und 1922 seine Frau starb, geriet er in eine wirtschaftlich und künstlerisch verzweifelte Lage. Er veräußerte das Haus und zog in eine bescheidene Mietwohnung. Vergessen von früheren Unterstützern und Freunden lebte er dort bis zu seinem Tod im Alter von 69 Jahren von kleineren Aufträgen.
Hagen schuf vor allem Porträts, Narrenplastiken und Skulpturen aus dem Themenkreis der Industrie, insbesondere naturalistische Darstellungen von Arbeitern und Szenen aus Eisenwerken und Steinbrüchen. In der Sammlung des Siegerlandmuseums befinden sich verschiedene Arbeiten aus verschiedenen Schaffensphasen und in unterschiedlichen Techniken.